# St. John, Ilketshall
St. John, Ilketshall is een civil parish in het bestuurlijke gebied East Suffolk, in het Engelse graafschap Suffolk. In 2001 telde het civil parish 42 inwoners.